# Bandırma
Bandırma este un oraș din Turcia.

## Personalități născute aici
- Hande Erçel (n. 1993), actriță, fotomodel.